# Апопа
Апопа (ісп. Apopa) — місто та муніципалітет в центральній частині Сальвадору, на території департаменту Сан-Сальвадор.

## Географія
Апопа примикає до міст Сояпанго і Сан-Сальвадор, будучи частиною великої агломерації Сан-Сальвадор, населення якої за даними на 2010 рік становить близько 1 900 000 осіб. Абсолютна висота — 404 метри над рівнем моря.

## Населення
За даними на 2013 рік чисельність населення становить 145 705 осіб.